# 조부영
조부영(趙富英, 1936년 2월 9일 ~ )은 대한민국 정치인이다. 제13·14·16대 국회의원과 국회부의장을 지냈다. 본관은 임천. 호는 일건(一健)이다. 충청남도 홍성군 출신이다.

## 생애
1987년 김종필이 신민주공화당을 창당할 당시 정치에 입문한 후 1990년 3당 합당과 1995년 자유민주연합(자민련) 창당에 참여 김종필과 정치적 고락을 함께 한 최측근 중 한 명이다. 1997년 이른바 DJP (김대중·김종필) 단일화 협상 때는 ‘단일화 대세론 5인방’으로 주도적 역할을 했다.

## 학력
- 홍동초등학교 졸업
- 홍성중학교 졸업
- 홍성고등학교 졸업
- 연세대학교 정치외교학과 학사 졸업
- 서울대학교 행정대학원 행정학 석사 수료

## 경력
- 국제 특수금속(주) 사장
- 동아콘크리트 공업(주) 사장
- 자유민주연합 사무총장, 당무위원
- 대한주택공사 사장
- 자유민주연합 부총재
- 충청향우회 회장
- 제16대 국회 부의장
- 백제문화대발연구원 이사

## 저서
- 지조있는사람이 그립다

## 가족 관계
- 아들: 조상철 (서울대 법대 졸, 사시 33회, 일본 게이오대 유학, 대전지검 천안지청 검사, 서울중앙지검 형사1부 부장검사, 법무부 대변인, 대검 공안기획관)[3][4][5]
- 사돈: 강신욱 전 대법관 (전 서울고검장)[4]

## 역대 선거 결과
|  | 49.25% |

|  | 50.48% |

|  | 38.69% |

|  | 9.8% |

|  | 25.25% |

## 소속 정당
| 소속 정당 | 소속 정당    | 소속 기간 | 비고           |
| --------- | ------------ | --------- | -------------- |
|           | 민주정의당   | 1981~1987 | 창당 정계 입문 |
|           | 무소속       | 1987      | 탈당           |
|           | 신민주공화당 | 1987~1990 | 창당           |
|           | 민주자유당   | 1990~1995 | 합당           |
|           | 무소속       | 1995      | 탈당           |
|           | 자유민주연합 | 1995~2005 | 창당           |
|           | 무소속       | 2005~2008 | 탈당           |
|           | 자유선진당   | 2008      | 입당           |
|           | 무소속       | 2008~현재 | 탈당 정계 은퇴 |

## 같이 보기
- 청양군·홍성군
- 청양군의 국회의원
- 홍성군의 국회의원
- 대한민국 제16대 국회의원 선거 자유민주연합 후보 목록#비례대표
- 대한민국의 국회부의장